# Tampere Open 2005
Il Tampere Open 2005 è stato un torneo di tennis facente parte della categoria ATP Challenger Series nell'ambito dell'ATP Challenger Series 2005. Il torneo si è giocato a Tampere in Finlandia dal 18 al 24 luglio 2005 su campi in terra.

## Vincitori

### Singolare
Boris Pašanski ha battuto in finale  Roko Karanušić con il punteggio di 7–6(5), 4–6, 7–5

### Doppio
Marc Gicquel /  Édouard Roger-Vasselin hanno battuto in finale  Adam Chadaj /  Filip Urban con il punteggio di 6–4, 4–6, 6–1